# Ford Model B (1932)
Ford Model B – samochód osobowy produkowany pod amerykańską marką Ford w latach 1932 – 1934.
W Polsce czterodrzwiowy sedan kosztował 10 925 zł lub 14 155 zł (V8), a najtańszy roadster 9150 zł

## Galeria

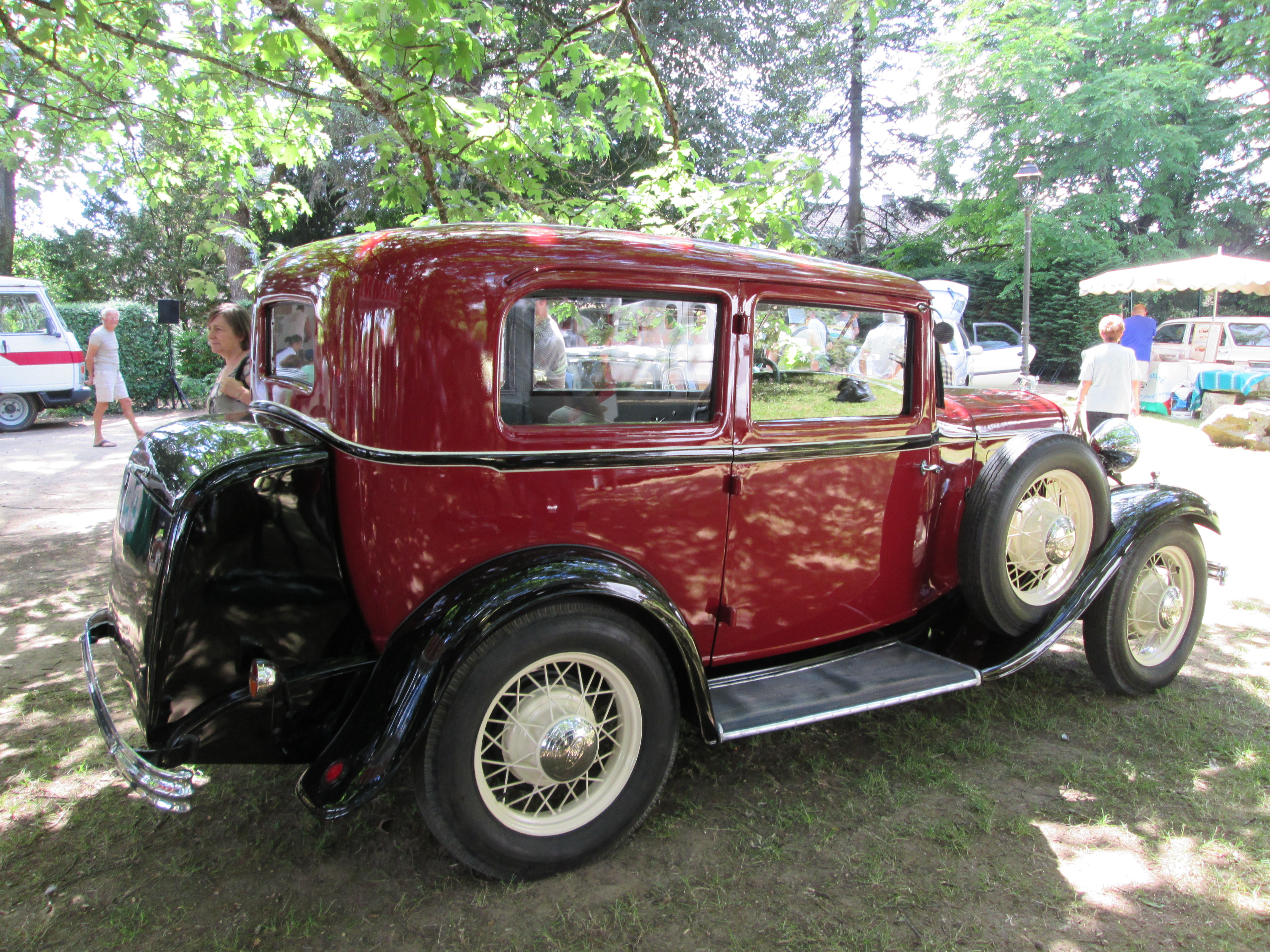
Ford Model B - tył
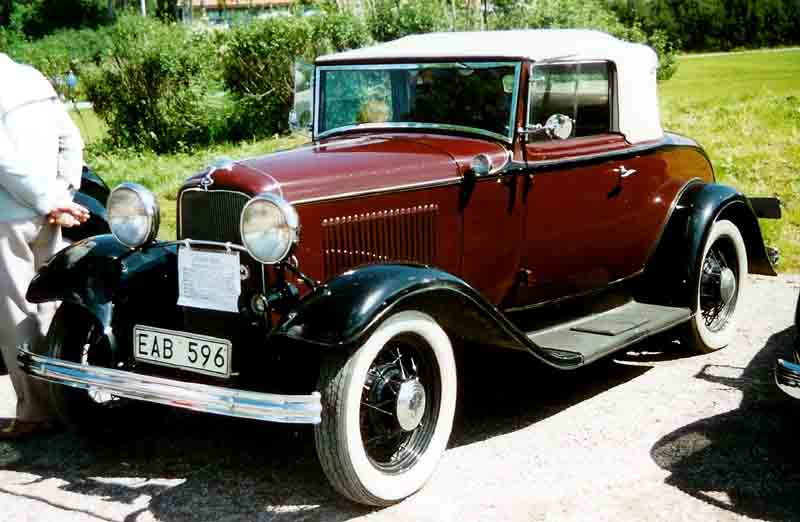
Ford Model B Cabriolet

## Silniki
- L4 3.3l L-head
- V8 3.6l Flathead